# پیتر گوی
پیتر گوی (انگلیسی: Peter Goy؛ (زادهٔ ۸ ژوئن ۱۹۳۸ – درگذشتهٔ ۱۲ آوریل ۲۰۲۱) بازیکن فوتبال اهل انگلستان بود.
از باشگاه‌هایی که در آن بازی کرد می‌توان به باشگاه فوتبال واتفورد، باشگاه فوتبال هادرزفیلد تاون، باشگاه فوتبال آرسنال، و باشگاه فوتبال ساوتند یونایتد اشاره کرد.